# Połchowo (powiat kamieński)

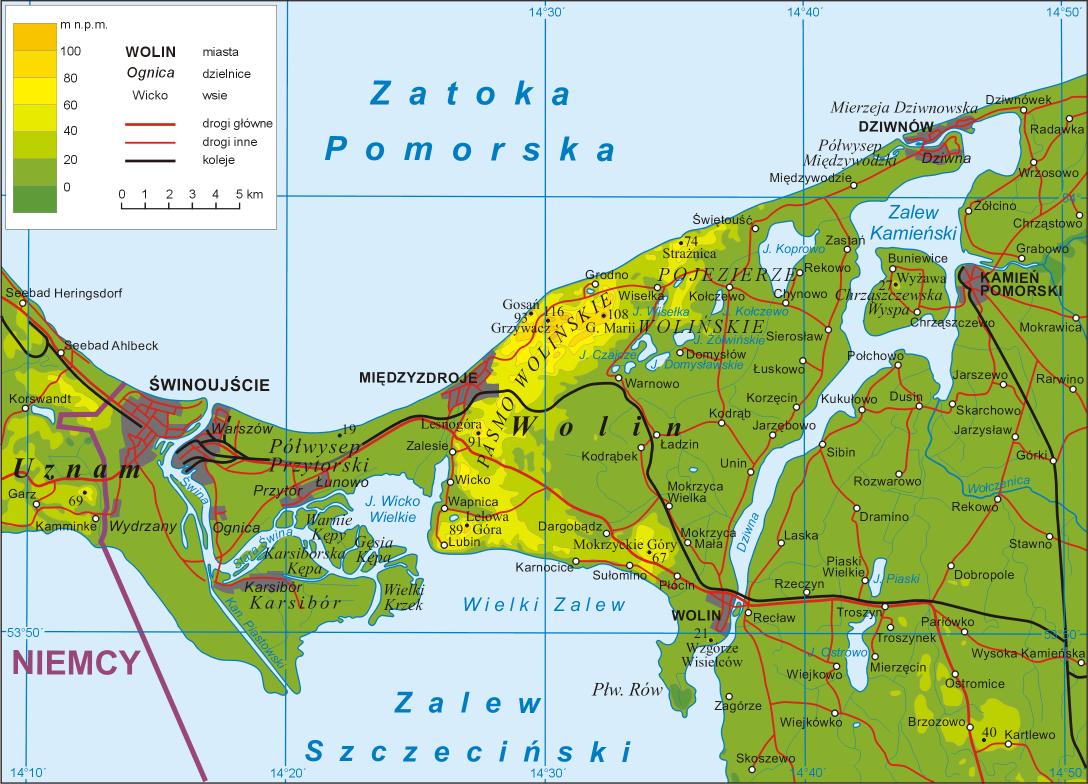
Mapa wyspy Wolin z zaznaczonym Połchowem

Połchowo – wieś w Polsce położona w województwie zachodniopomorskim, w powiecie kamieńskim, w gminie Kamień Pomorski nad Dziwną.
Na północny zachód od wsi na Dziwnie leży wyspa Gardzka Kępa z grodziskiem Wolinian otoczonym ziemnym wałem obronnym.
W latach 1975–1998 miejscowość należała administracyjnie do województwa szczecińskiego.